# Lycenchelys platyrhina
Lycenchelys platyrhina és una espècie de peix d'aigua salada de la família dels zoàrcids i de l'ordre dels perciformes. Va ser descrit per l'ichtiòleg danès Adolf Severin Jensen el 1902.

## Morfologia
Els adults poden assolir 14,6 cm de longitud total.

## Hàbitat
És un peix marí i d'aigües profundes que viu fins als 1.848 m de fondària.

## Distribució geogràfica
Es troba a l'oceà Àrtic: entre Jan Mayen i Islàndia.

## Observacions
És inofensiu per als humans.